# Elatostema simplicissimum
Elatostema simplicissimum là loài thực vật có hoa trong họ Tầm ma. Loài này được Q.Lin mô tả khoa học đầu tiên năm 2008.